# Allenbatrachus
Allenbatrachus (лат.) — род морских лучепёрых рыб из семейства батраховых (Batrachoididae). Его наименование образовано от фамилии ихтиолога Джорджа Аллена (1923—2011) и греч. βάτραχος. Представители рода распространены в Индийском и Тихом океанах. Длина тела составляет от 11 до 30 см. Это придонные хищные рыбы, поджидающие добычу в засаде.

## Классификация
На январь 2018 года в род включают 3 вида:
- Allenbatrachus grunniens (Linnaeus, 1758)
- Allenbatrachus meridionalis D. W. Greenfield & W. L. Smith, 2004
- Allenbatrachus reticulatus (Steindachner, 1870)